# Maguey, Oaxaca
Maguey är en ort i Mexiko.   Den ligger i kommunen Tamazulápam del Espíritu Santo och delstaten Oaxaca, i den sydöstra delen av landet, 400 km sydost om huvudstaden Mexico City. Maguey ligger 2 163 meter över havet och antalet invånare är 306.
Terrängen runt Maguey är bergig åt nordost, men åt sydväst är den kuperad. Runt Maguey är det ganska glesbefolkat, med 25 invånare per kvadratkilometer. Närmaste större samhälle är Tamazulápam del Espíritu Santo, 2,1 km väster om Maguey. I omgivningarna runt Maguey växer i huvudsak städsegrön lövskog.